# Auburn, Washington
Auburn är en stad i King County, och Pierce County, i delstaten Washington. Vid 2010 års folkräkning hade Auburn 70 180 invånare.